# Hannes Kolehmainen
Juho Pietari "Hannes" Kolehmainen  (9 de diciembre de 1889 en Kuopio; † 11 de enero de 1966 en Helsinki) fue un atleta finlandés especialista en pruebas de larga distancia que ganó cuatro medallas de oro olímpicas y una de plata entre los Juegos Olímpicos de Estocolmo 1912 y Amberes 1920.
Está considerado como el pionero de la generación de atletas finlandeses que dominaron las pruebas de media y larga distancia en los años 20, y a los que se conoce como los Finlandeses Voladores ("Flying Finns"), tales como Paavo Nurmi, Ville Ritola, Albin Stenroos o el propio Kolehmainen.
Kolehmainen procedía de una familia de tradición deportiva (sus hermanos Willy y Tatu también eran corredores de fondo), y se convirtió en una de las grandes estrellas de los Juegos Olímpicos de Estocolmo 1912, al ganar tres medallas de oro (5.000 m, 10 000 m y cross-country individual) y una de plata (cross-country por equipos)
Su actuación más memorable en estos Juegos fue su victoria en los 5.000 metros, donde mantuvo un gran duelo con el francés Jean Bouin. Después de dominar la mayor parte de la carrera, Bouin se vio superado por Kolehmainen en los metros finales. El tiempo del vencedor fue de 14:36,6 un nuevo récord del mundo.
Por esta época Finlandia era parte del Imperio ruso, y aunque participaba en los Juegos Olímpicos con un equipo propio, en las victorias de sus deportistas era la bandera rusa la que se izaba. Esto le hizo decir a Kolehmainen que casi deseaba no haber ganado para no tener que ver ondear esa bandera.
Tras los Juegos se trasladó a Estados Unidos, donde residió hasta 1921, y participó en numerosas competiciones. Su carrera deportiva sufrió un duro golpe por el estallido de la Primera Guerra Mundial, que hizo que se suspendieran los Juegos Olímpicos de 1916, previstos en Berlín.
Tras la guerra, en los Juegos Olímpicos de Amberes 1920, volvió a conseguir un gran éxito al vencer en la prueba de maratón, y además batiendo el récord mundial con 2h32:35 La 2.ª posición fue para el estonio Jury Lossman, que llegó solo a 13 segundos, y la 3.ª para el italiano Valerio Arri, a casi 4 minutos del ganador.
Se retiró del atletismo en 1923, pero Finlandia encontraría a sucesores de la talla de Paavo Nurmi, Wille Ritola o Albin Stenroos, que mantendrían durante varios años la hegemonía de Finlandia en las pruebas de mediofondo y fondo.
Muchos años después, en la ceremonia inaugural de los Juegos Olímpicos de Helsinki 1952, Kohlemainen fue el encargado de encender la antorcha olímpica, después de recibirla de manos de Paavo Nurmi Era una forma de rendir tributo a la época dorada del atletismo finlandés.
Kohlemainen falleció en Helsinki en 11 de enero de 1966 a los 76 años de edad.

## Marcas personales
- 1.500 metros - 4:08,7 (Helsinki, 25 de mayo de 1911)
- 5.000 metros - 14:36,6 (Estocolmo, 10 de julio de 1912)
- 10 000 metros - 31:20,8 (Estocolmo, 8 de julio de 1912)
- Maratón - 2h32:35 (Amberes, 22 de agosto de 1920)